# Antanas Rubšys
Antanas Leonardas Rubšys (* 5. November 1923 in Bučiai, Bezirk Tauragė; † 27. August 2002 in New York City) war ein litauischer katholischer Theologe, Prälat, Professor.

## Leben
Er lernte an der Grundschule Šiauduva und absolvierte das Gymnasium Šilalė, ab 1943 studierte am Priesterseminar Telšiai. Von 1944 bis 1945 studierte er Philosophie am Priesterseminar Eichstätt. Von 1945 bis absolvierte er das Theologiestudium an der Päpstlichen Universität Gregoriana in Rom (Italien). 1948 wurde er zum Priester geweiht. 
Ab 1951 lebte er in USA und lehrte am Priesterseminar San Diego. Von 1957 bis 1958 promovierte er am Bibelinstitut in Rom. Ab 1959 war er Professor für Bibelexegese und -hermeneutik am Manhattan College. Von 1994 bis 2002 lehrte er auch am Priesterseminar Vilnius und in Telšiai, an der Vytauto Didžiojo universitetas und Vilniaus pedagoginis universitetas.

## Bibliografie
- Raktas į Naująjį Testamentą, Krikščionis gyvenime, 1978
- Raktas į Senąjį Testamentą, Krikščionis gyvenime, 1982
- Šv. Rašto kraštuose, Krikščionis gyvenime, 1982
- Raidė užmuša, dvasia gaivina, Krikščionis gyvenime, 1984
- Rubšio (ST) ir Kavaliausko (NT) vertimas, LVK (katalikų) leidimas 1998 m. (Biblija RK_K1998)
- Rubšio (ST) ir Kavaliausko (NT) vertimas, LBD ekumeninis leidimas 1999 m. (Biblija RK_E1999)